# هنري غود بلاسدل

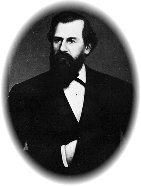
هنري غود بلاسدل

وهو سياسي أمريكي ينتمي إلى الحزب الجمهوري ويعد كذلك أول حاكم على ولاية نيفادا الأمريكية بعد انضمام الولاية إلى الاتحاد الأمريكي ولد هنري غود بلاسدل في 29 كانون الثاني - يناير من سنة 1825 في ولاية انديانا الأمريكية أصبح هنري غود بلاسدل حاكما على ولاية نيفادا الأمريكية في 5 كانون الأول - ديسمبر من سنة 1864 وبذلك أصبح بلاسدل أول حاكم للولاية واستمر بلاسدل في منصبه كحاكم على ولاية نيفادا الأمريكية إلى 2 كانون الثاني - يناير من سنة 1871 وفي عام 1891 انتقل بلاسدل إلى ولاية كاليفورنيا توفي هنري غودي بلاسدل في اوكلاند في ولاية كاليفورنيا الأمريكية في 22 تموز - يوليو من سنة 1900.